# Старобельский 233-й пехотный полк
233-й пехотный Старобельский полк — пехотная воинская часть Русской императорской армии второй очереди. Сформирован для участия в Первой мировой войне.

## История
Полк был сформирован и укомплектован в период 17 июля — 5 августа 1914 года в Воронеже во время объявления всеобщей мобилизации, из кадра, выделенного из 25-го пехотного Смоленского полка.
В январе 1915 г. сражался под Волей Шидловской.

## Командиры полка
- полковник Волков Сергей Васильевич (16.08.1914-21.02.1915)
- полковник Соловцов Иван Никифорович (15.08.1916-1918)[3]